# Дмитро Козацки
Дмитро Козацки (укр. Дмитро Олександрович Козацький; Малин, 11. новембар 1995) је украјински фотограф, војник и припадник бригаде Азов Националне гарде Украјине. Одликован је Медаљом за војну службу у Украјини 2022. године.

## Биографија
Рођен је 11. новембра 1995. у Малину. Године 2014. је напустио Универзитет информационих технологија и менаџмента у Жешову како би постао учесник Револуције достојанства. Данас је студент Националног универзитета Острошка академија.
Године 2015. се придружио Националној гарди Украјине, а касније Бригади Азов. Од 2015. је бранилац Маријупоља у Доњецкој области. Током битке за Маријупољ од 1. марта 2022, заједно са другима, био је у фабрици Азовстаљ.
Као шеф прес службе Бригаде Азов, објавио је десет фотографија рањених колега из пољске болнице у фабрици, које су дељене широм света. Једна од фотографија названа је „Светлост ће победити”. Уз звуке експлозија, певао је песму Стефанија, која је Украјини донела победу на Песми Евровизије 2022.
Пре него што је заробљен, 20. маја 2022. је објавио пост на свом Твитеру: „Па, то је све. Хвала вам на склоништу Азовстаљ – место моје смрти и мог живота. Иначе, док сам у заточеништву, остављаћу вам фотографије у најбољем квалитету, слаћу их на све новинарске награде и фото–конкурсе, ако нешто освојим, биће веома лепо после ослобађања. Хвала свима на подршци. Видимо се”. Истог дана, потпредседница украјинског парламента Олена Кондратјук изјавила је да ће Врховна рада Украјине послати фотографије Дмитра Козацког свим парламентима Европе и света који подржавају Украјину. Филмско удружење Вавилон'13 објавио је видео снимак „Мариупољска тврђава. Последњи дан у Азовстаљу”, који је снимио Козацки.
Пуштен је из заробљеништва крајем септембра 2022. када је 215 украјинских војних заробљеника размењено, између осталих, за Виктора Медведчука. Појавио се у емисији Andrea Mitchell Reports на Ем-Ес-Ен-Би-Си-ју 2. новембра 2022.

## Награде
- Специјална почаст на гала вечери Фондације Гранд Прес 2022.[10]
- Париска награда за фотографију — златна награда за штампу, друго место у категорији штампа.[11]
- Медаља за војну службу у Украјини (17. април 2022) — „за личну храброст и несебичне поступке везане за заштиту државног суверенитета и територијалног интегритета Украјине, лојалност војној заклетви”.[12]

## Контроверзе
Анатолиј Шариј и Кајла Попучет су га оптужили за објаве на друштвеним мрежама које приказују симболе повезане са неонацистичком идеологијом. Козацки је признао да је објавио фотографије на Твитеру, али је негирао оптужбе за нацизам и приписао их кампањама против њега.
Октобра 2022. неколико фотографија из Козацкијеве фото серије „Светлост ће победити” је изложено у библиотеци Ферате на Политехничком факултету Универзитету Каталоније. Радови су 13. новембра 2022. уклоњени са изложбе, а Универзитет је објавио саопштење у којем наводи да „није био упознат са идеологијом аутора” и да универзитет „одбацује нацизам и жали због ситуације”.
Кајла Попучет је критиковала Козацког 13. новембра 2022. на Doc NYC, где је био позвани говорник.